# Santa Cristina de la Polvorosa
Santa Cristina de la Polvorosa es un municipio y localidad española de la provincia de Zamora, en la comunidad autónoma de Castilla y León.
Su casco urbano se encuentra situado en la margen derecha del río Órbigo, a menos de 5 km de la ciudad de Benavente. Su ubicación y la cercanía de Benavente, han propiciado que en Santa Cristina se hayan implantado varias industrias y empresas benaventanas, transformando esta localidad en una de las más dinámicas de la comarca y de la provincia.
La iglesia parroquial es su edificio más significativo. En su interior destacan varias imágenes de gran valor, presididas por Santa Cristina, la patrona de esta localidad. De notable importancia es el descubrimiento de la villa romana de Requejo, en la que han aparecido varios mosaicos y pinturas murales, que se encuentran actualmente en el Museo de Zamora.

## Geografía
El municipio, asentado en la comarca de Benavente y Los Valles, tiene una superficie de 39,03 km² y, según datos del padrón municipal 2024 del INE, cuenta con una población de 1027 habitantes. Está situado a 72 kilómetros de la capital provincial. El término municipal está atravesado por la carretera nacional N-525 entre los pK 4 y 10. 
El entorno de Santa Cristina de la Polvorosa, como en la mayoría de los pueblos que componen la comarca de Benavente y Los Valles está configurado por la influencia que el río Órbigo ha demostrado a lo largo de los siglos sobre la forma de vida de los habitantes de la mencionada comarca. Tiene una orografía agradable, ligada a su cualidad de tierra de ribera. La altitud oscila entre los 776 metros al noroeste y los 700 metros en la ribera del Órbigo. El pueblo se alza a 708 metros sobre el nivel del mar. El clima es riguroso, frío en el invierno y primaveral desde mayo a octubre.
| Noroeste: Quiruelas de Vidriales | Norte: Manganeses de la Polvorosa                   | Noreste: Benavente |
| Oeste: Villanázar                |                                                     | Este: Benavente    |
| Suroeste: Villanázar             | Sur: Milles de la Polvorosa y Arcos de la Polvorosa | Sureste: Benavente |

## Historia

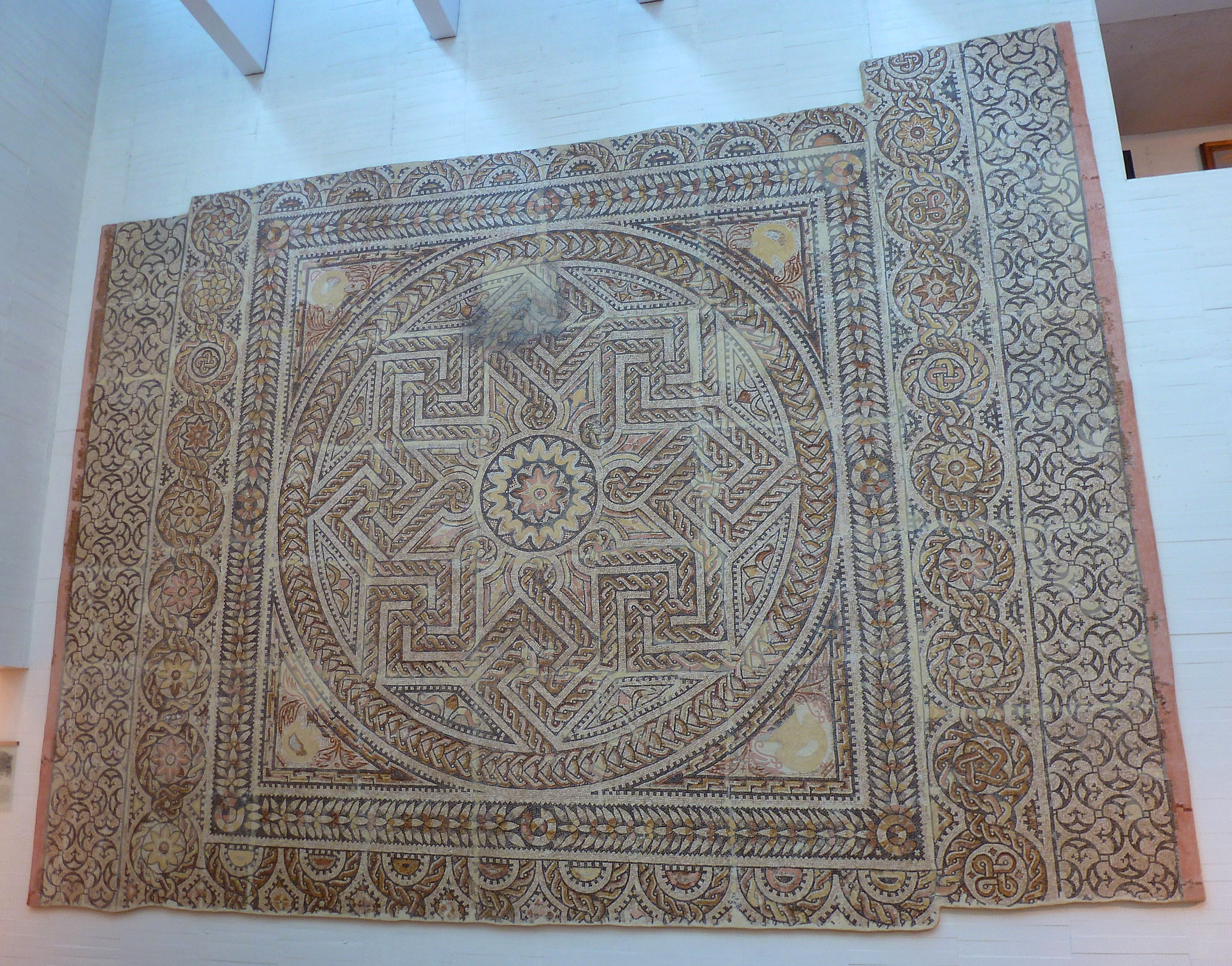
Mosaico procedente de la villa romana de Requejo en el Museo de Zamora

Sus orígenes se remontan a la época romana, prueba de ello es la villa romana de Requejo, con varios valiosos mosaicos y pinturas murales, que se encuentran actualmente en el Museo de Zamora.
Por aquí pasó en origen la Vía de la Plata, cuando el puente de paso del Esla se hallaba a la altura de Villaveza del Agua, puente que habría sido destruido en la Edad Media. Desde aquí la Vía seguía hacia Alija del Infantado, siempre al oeste del Órbigo.
También tuvo lugar junto a la localidad la famosa batalla de Polvoraria. En esta, los árabes con Al-Mundir de Córdoba a la cabeza, trataron de atacar León, si bien se encontraron con Alfonso III el Magno, ganando en el enfrentamiento los cristianos. Esta se produjo alrededor del año 876 y así nos la narra el historiador Sánchez Albornoz:

“Lejos todavía de la tierra habitada por cristianos y sin medios de información bastantes para conocer en el desierto los movimientos del monarca de Asturias, caminarían los sarracenos descuidados por los campos yermos y polvorientos que llamaban Polvoraria los cronistas, cuando del encinar vecino de Socastro saldrían de repente, impetuosas, las vanguardias de astures y gallegos. En un momento ocuparían estos el puente debajo hacia la espalda y el de Santa Cristina, por el que hubiera podido escapar de los cristianos atravesando el Órbigo. Antes de que las huestes musulmanas se organizaran en orden de combate, los fieros soldados del príncipe cristiano las empujarían hacia el río, y aunque algunos lograron vadearlo, según refirieron después los vendedores, hasta trece millares de muslimes fueron acuchillados en los prados del Mato junto al Órbigo”.

La victoria de los ejércitos asturleoneses en la batalla de Polvoraria resultó decisiva para la posterior repoblación de la localidad, que quedó integrada en el Reino de León.
Posteriormente, en la Edad Moderna, Santa Cristina fue una de las localidades que se integraron en la provincia de las Tierras del Conde de Benavente y dentro de esta en la Merindad de la Polvorosa y la receptoría de Benavente.
No obstante, al reestructurarse las provincias y crearse las actuales en 1833, la localidad pasó a formar parte de la provincia de Zamora, dentro de la Región Leonesa, quedando integrada en 1834 en el partido judicial de Benavente.
El 10 de abril de 1979 tuvo lugar en este municipio un grave accidente de autobús, al caer éste al río Órbigo, en el que fallecieron 49 personas, 45 de ellas niños de entre 12 y 14 años.

## Demografía
Cuenta con una población de 1027 habitantes (INE 2024).
| Gráfica de evolución demográfica de Santa Cristina de la Polvorosa entre 1842 y 2021                                  |
| |
| Población de derecho según los censos de población del INE. Población de hecho según los censos de población del INE. |

## Economía

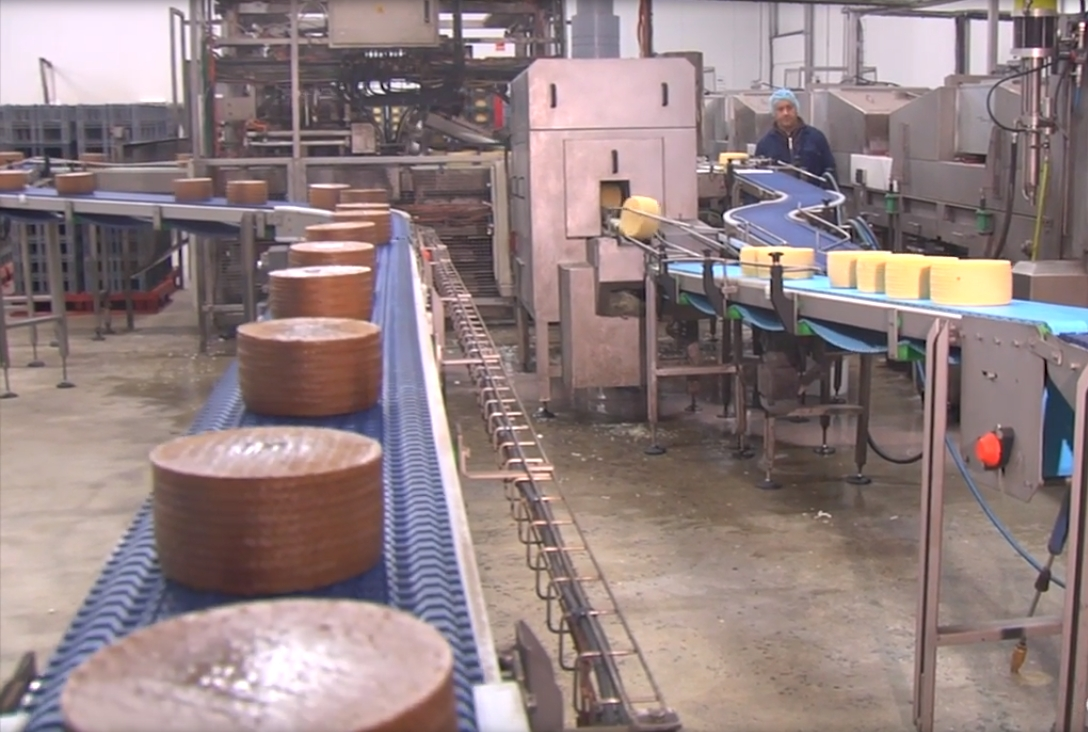
Vista de la fábrica de quesos «El Pastor»

Agricultura, ganadería, construcción y varias empresas, entre ellas destacan la fábrica de quesos «El Pastor» y la fábrica de pastas y mantecadas Mayjo.

## Cultura

### Patrimonio
Tiene en la iglesia parroquial su edificio más significativo. Es llamativa la coincidencia en la tipología de la torre con la del cercano Barcial del Barco, aunque la de Santa Cristina es más elevada. Son varias las imágenes que se encuentran en su interior, todas ellas de gran valor. Es el caso de la Virgen del Rosario, El Cristo de la Vera Cruz, una gran escultura tallada en madera. También alberga a la patrona del pueblo, Santa Cristina, que preside el altar mayor. Otras imágenes no menos importantes que acoge el templo son la Virgen del Rosario, La Dolorosa, el Corazón de Jesús o la Virgen de la Inmaculada.

### Fiestas patronales
- El Cristo de la Vera Cruz, el día 9 de mayo.
- Su fiesta patronal en honor a Santa Cristina, el día 24 de julio.